# بحرنا

البحر المتوسط أثناء حكم الرومان

بحرنا بالإيطالية mare nostrum عبارة نادى بها موسوليني في إيطاليا بعد أن أرسى قواعد الحكم في ليبيا وقد أراد بها أن يعارض اداعاءات بريطانيا وفرنسا بأن لهم مصالح ذات أهمية في البحر المتوسط واستند موسوليني في قوله على أن مجموعة السواحل التي لإيطاليا على هذا البحر تزيد على ما لأية دولة أخرى. والعبارة تتألف من ((mare)) بمعنى بحر و((nostrum)) بمعنى الجمع يخبرون به عن أنفسهم.